# Muzeum Etnograficzne w Gjirokastrze
Muzeum Etnograficzne w Gjirokastrze (alb. Muzeu Etnografik i Gjirokastrës) – działające od 1991 roku muzeum etnograficzne znajdujące się w albańskim mieście Gjirokastra. Budynek muzeum, który został wpisany na listę zabytków to również miejsce urodzenia oraz dom rodzinny Envera Hodży. W latach 1966–1991 mieściło się w nim Narodowe Muzeum Wojny Wyzwoleńczej (alb. Muzeu i Luftës Nacionalçlirimtare).

## Historia
Budynek pochodzi z XIX wieku. W 1908 roku urodził się w nim Enver Hodża. W 1913 roku budynek strawił pożar, odbudowano go w latach 1964–1966. Do 1991 roku budynek pełnił funkcję Narodowego Muzeum Wojny Wyzwoleńczej.
Obecnie w budynku znajduje się czteropiętrowe muzeum etnograficzne, ukazujące życie XIX-wiecznych zamożnych mieszkańców Gjirokastry. W muzeum znajdują się między innymi przedmioty gospodarstwa domowego, ręcznie tkane dywany oraz stroje ludowe. Mimo że początkowo mieścił się tutaj dom Envera Hodży, nie ma w nim przedmiotów związanych z jego osobą lub należących do jego rodziny.
W 1997 roku muzeum zostało uszkodzone w wyniku eksplozji znajdujących się w nim materiałów wybuchowych.